# Sabicea segregata
Sabicea segregata är en måreväxtart som beskrevs av William Philip Hiern. Sabicea segregata ingår i släktet Sabicea och familjen måreväxter. Inga underarter finns listade i Catalogue of Life.